# Стежка здоров'я (рекреація)
Стежка здоров'я — набір пристроїв, розміщених у парку абощо, які використовуються для відпочинку з виконанням певного комплексу гімнастичних вправ. Популярні вони, зокрема, в Німеччині. Наприклад, у баварській громаді Бад-Файльнбах існує стежка здоров'я під назвою «Body2Brain» для заохочення до простих вправ для підвищення настрою.